# Xiaopei Yan
Xiaopei Yan (chinois 闫小培), née en mars 1956 à Chongqing, est une géographe et femme politique chinoise. Depuis 2011 elle est vice-présidente du Parti chinois Zhi Gong (en). Ses travaux portent sur la géographie urbaine.

## Biographie
Xiaopei Yan naît en mars 1956 à Chongqing, dans une famille de l'ethnie han. Après un baccalauréat en géographie en 1982, elle poursuit ses études par une maîtrise à l'université de Southampton au Royaume-Uni en 1987. Elle soutient son doctorat en 1997 à l'université Sun Yat-sen en Chine,. Elle y est professeure et directrice du département de planification urbaine et régionale.

### Engagement politique
En 1989 elle rejoint le Parti chinois Zhi Gong (en). En 2008 elle est élue membre du 11e comité national de la Conférence consultative politique du peuple chinois. Elle représente le Parti chinois Zhi Gong avant d'en être la vice-présidente en 2011[réf. nécessaire]. Elle est ensuite vice-présidente du Comité provincial du Guangdong, présidente du Comité municipal de Shenzhen. En avril 2004 elle est maire-adjointe de la ville de Shenzhen. En janvier 2018, elle est élue membre du 13e comité national de la Conférence consultative politique du peuple chinois. En 2020 elle est responsable de plusieurs projets d'aménagements du territoire à vocation scientifique dans le cadre de la politique de « La Ceinture et la Route » des nouvelles routes de la soie,. En 2021 elle participe à plusieurs projets de rapprochements de Taïwan avec le reste de la Chine,.
Elle est membre du Comité permanent du Comité national de la Conférence consultative politique du peuple chinois, directrice-adjointe du Comité chinois d'outre-mer de Hong Kong, Macao et Taïwan et vice-présidente du Parti chinois Zhi Gong.

## Travaux
Les recherches de Xiaopei Yan portent sur le développement urbain et industriel, sur les mégalopoles, le développement régional et l'urbanisme. Elle réalise une synthèse sur l'urbanisme en Chine en dégageant cinq périodes d'urbanisation. Elle montre que s'est déroulé un phénomène de double urbanisation, avec d'un côté la fondation de villes nouvelles et la rénovation des anciennes et de l'autre le développement d'industries rurales qui poussent à une urbanisation rurale,.
Elle étudie également la relation entre développement économique des villes et l'industrie des services, ce qui la conduit à développer une nouveau modèle théorique du développement urbain.

## Publications scientifiques
- (zh) Xiaopei Yan, « CHINESE URBAN GEOGRAPHY SINCE THE LATE 1970s », Urban Geography, vol. 16, no 6,‎ 1er août 1995, p. 469–492 (ISSN 0272-3638, DOI 10.2747/0272-3638.16.6.469, lire en ligne, consulté le 30 juillet 2021).
- 闫小培 周素红 et YAN Xiaopei ZHOU Suhong, « 广州城市空间结构与交通需求关系 », 地理学报, vol. 60, no 1,‎ 25 janvier 2005, p. 131–142 (ISSN 0375-5444, DOI 10.11821/xb200501015, lire en ligne, consulté le 30 juillet 2021).
- (zh) 闫小培 周素红 et YAN Xiaopei ZHOU Suhong, « 基于居民通勤行为分析的城市空间解读——以广州市典型街区为案例 », 地理学报, vol. 61, no 2,‎ 25 février 2006, p. 179–189 (ISSN 0375-5444, DOI 10.11821/xb200602007, lire en ligne, consulté le 30 juillet 2021).
- (zh) 薛德升 曹小曙 et XUE Desheng CAO Xiaoshu, « 中国干线公路网络联结的城市通达性 », 地理学报, vol. 60, no 6,‎ 25 novembre 2005, p. 903–910 (ISSN 0375-5444, DOI 10.11821/xb200506003, lire en ligne, consulté le 30 juillet 2021).